# Kanton Cayenne-6 Sud-Est

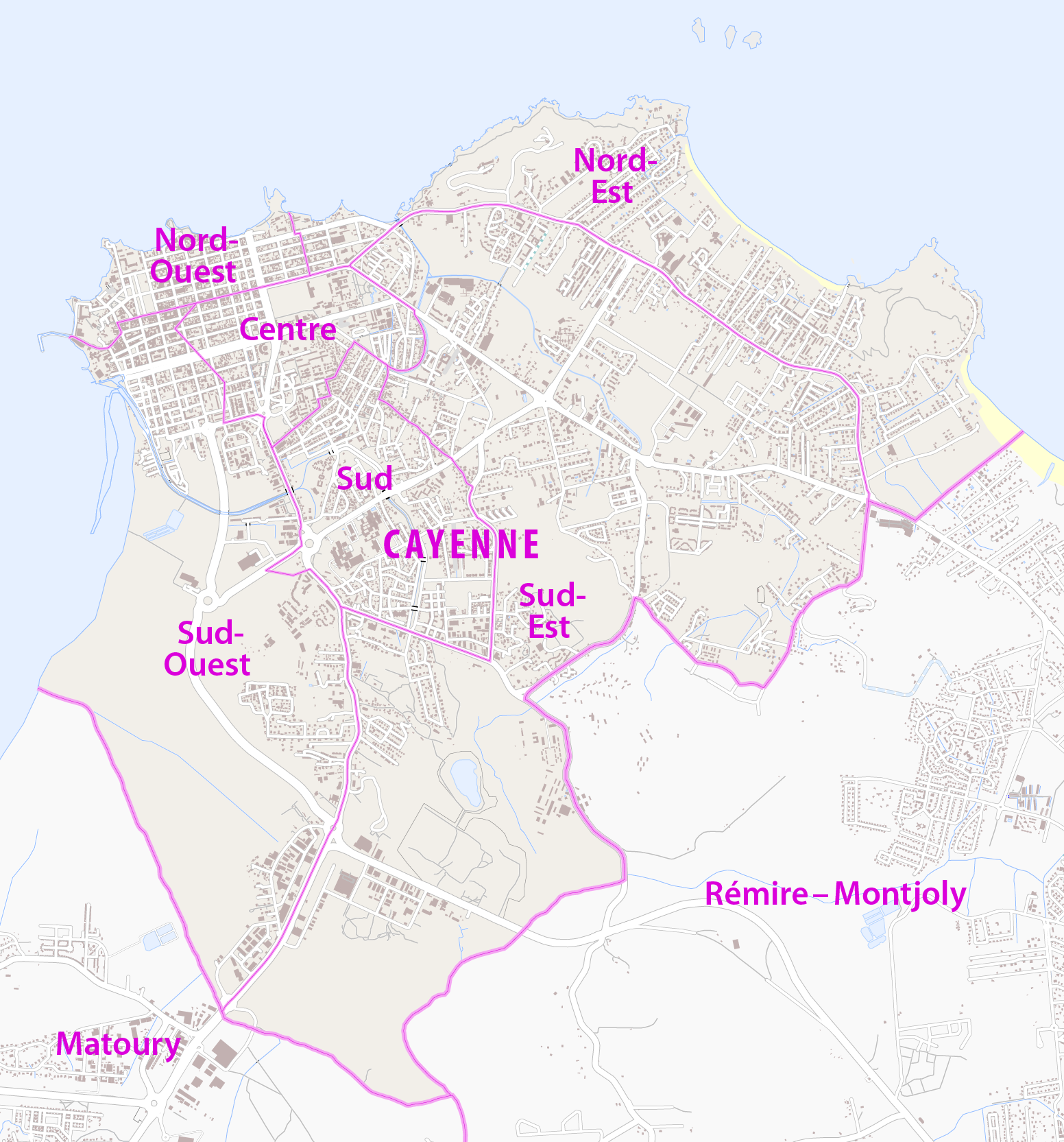
Cantons de Cayenne

Der Kanton Cayenne-6 Sud-Est war ein französischer Wahlkreis im Arrondissement Cayenne in Französisch-Guayana.
Der Kanton bestand aus einem Teil der Gemeinde Cayenne und hatte 20.644 Einwohner (2007).
Im Kanton lagen folgende Stadtteile (quartiers):
- Rebard
- Coulée d’Or
- Mango
- Baduel
- La Roseraie
- Les Maringouins
- Bonhomme
- Mont-Lucas

Koordinaten: 4° 55′ 3,2″ N, 52° 18′ 35,8″ W